# Стил, Уиллис
Уиллис Стил  (Willis Steell, 1866—1941) — американский журналист, поэт, драматург, романист и переводчик.

## Журналистика
Уиллис Стил начал свою литературную карьеру в 1887 году в Нью-Йорке в качестве журналиста в газете "Нью-Йорк Трибюн"  (New York Tribune), а вскоре работал Нью-Йоркским корреспондентом нескольких газет: Albany Press, St. Paul Dispatch, Chicago Times и Nashville American.

В 1920-е годы он был парижским корреспондентом газеты "Нью-Йорк Геральд"   (New York Herald) для которой он в 1924 году взял интервью у Гертруды Стайн  после того, как она опубликовала свой долго вынашиваемый роман "Становление американцев" ("The Making of Americans"). Потом Стил переехал в Париж, чтобы  быть рядом со своей  дочерью Сьюзен Стил (1906 г. р.), которая получила  стипендию для получения образования  по обучению пению в Париже французским меццо-сопрано Бланш Маркези.
Первым романом Стила был "Isidra: The Patriot Daughter of Mexico"  (мексиканская история о французской интервенции 1888 года), который сравнивали с романами Брет Гартаа (1836-1902).

## Литературная деятельность
К 1898 году он написал  ряд  драматических произведений: "The Morning after the Play: A Comedy in One Act" (1889), "Mortal Lips" (1890) , " In Seville, & Three Toledo Days",  "Spanish sketches" (1894) и "The Fifth Commandment A Play in One Act" (1898). Он также написал стихи и большую поэму о Христофоре Колумбее, назвав её   "Смерть первооткрывателя"  (Death of The Discoverer). Поэма была издана отдельной книгой в Филадельфии в 1892 году.
В 1924 году Стил перевел произведения Jérôme Tharaud и Jean Tharaud "Long Walk of Samba Diouf",  которые составляли важную часть литературы по негритянской культуре, а в  1928 году опубликовал биографию "Бенджамин Франклин в Париже 1776-1785".

## Драматургия
Типичной в творчестве Стила была любовь автора к одноактным драмам, одной из которых была драма  A Juliet of the People, поставленная а театре Madison Square Theatre в 1901 году. Отзыв на этот спектакль был напечатан в газете "New York Times" 20 января 1900 года.
К другим драматическим произведениям Уиллиса Стила относятся:
"The Firm of Cunningham" (1905), "Brother Dave" - пьеса в одном акте (Boston, 1909), "The Prospector" - комедия в трёх актах (1912), "A Bride from Home" - пьеса в одном акте (1912),  "Faro Nell" - пьеса в одном акте (1912), "Sniping" - драма в одном акте (1915), "A Mountain of Gold Anna" - драма в пяти актах.

## Современные оценки
"Его прозаические произведения оригинальны, его стихи - подлинная поэзия, и она произвела на меня большое впечатление. Мы все должны признать, что газеты поглотили большую часть его большого таланта."